# Burn (musikalbum)
Burn är det brittiska rockbandet Deep Purples åttonde studioalbum och även det första albumet i "Mark III"-sättningen av gruppen med de två nya medlemmarna David Coverdale (sång) och Glenn Hughes (bas och sång). Albumet gavs ut 1974 och blev en stor framgång, med över sju miljoner sålda exemplar. Albumet var listetta i Sverige, Norge, Tyskland och Österrike. Albumet nådde som högst plats 9 i USA och plats 3 i Storbritannien. De mest kända låtarna är titelspåret "Burn", "Might Just Take Your Life" och "Mistreated". Skivan är bluesigare än de tidigare skivorna.

## Låtlista
| 1. | "Burn"                      | Blackmore/Lord/Paice/Coverdale | 6:00 |
| 2. | "Might Just Take Your Life" | Blackmore/Lord/Paice/Coverdale | 4:36 |
| 3. | "Lay Down, Stay Down"       | Blackmore/Lord/Paice/Coverdale | 4:15 |
| 4. | "Sail Away"                 | Blackmore/Coverdale            | 5:48 |

| 1. | "You Fool No One"      | Blackmore/Lord/Paice/Coverdale | 4:47 |
| 2. | "What's Goin' on Here" | Blackmore/Lord/Paice/Coverdale | 4:55 |
| 3. | "Mistreated"           | Blackmore/Coverdale            | 7:25 |
| 4. | "'A' 200"              | Blackmore/Lord/Paice           | 3:51 |

Glenn Hughes deltog i skrivandet av alla låtar men gavs inte vid den tiden officiellt erkännande på grund av tidigare kontrakt som ej gått ut vid tiden för skivsläppet.

## Medlemmar
- Ritchie Blackmore – gitarr
- David Coverdale – sång
- Glenn Hughes – bas, sång
- Jon Lord – keyboard, synt
- Ian Paice – trummor

## Listplaceringar
| Lista (1974)   | Position            |
| -------------- | ------------------- |
| Australien     | 5 (Go Set)          |
| Danmark        | 2 (DR "Top 30")     |
| Finland        | 5                   |
| Frankrike      | 4                   |
| Kanada         | 7 (RPM)             |
| Nederländerna  | 7                   |
| Norge          | 1 (VG-lista)        |
| Storbritannien | 3 (UK Albums Chart) |
| Sverige        | 1 (Kvällstoppen)    |
| USA            | 9 (Billboard 200)   |
| Västtyskland   | 1                   |
| Österrike      | 1                   |